# 周翔 (纺织化学与染整工程专家)
周翔（1934年9月26日—），男，籍贯浙江湖州，生于上海，中国纺织化学与染整工程专家，东华大学教授。

## 生平
1955年毕业于华东纺织工学院（现名东华大学）染化工程系。1995年当选为中国工程院院士。